# Venegono Inferiore
Venegono Inferiore là một đô thị ở tỉnh Varese trong vùng Lombardia, có cự ly khoảng 35 km về phía tây bắc của Milan and about 11 km về phía đông nam của Varese. Tại thời điểm ngày 31 tháng 12 năm 2004, đô thị này có dân số 6.163 người và diện tích là 5,8 km².
Venegono Inferiore giáp các đô thị: Binago, Castelnuovo Bozzente, Castiglione Olona, Gornate-Olona, Lonate Ceppino, Tradate, Venegono Superiore.